# Ovariotomi
Ovariotomi (av latin ovarium, äggstock, och grekiska tome, snitt), äggstockssnitt, utskärning av äggstock, en operation för borttagande av tumörer i buken, som ha sitt säte och sin utgångspunkt i äggstockarna.
Operationen räknas som en av kirurgins och gynekologins största triumfer under 1800-talet. Jämte kejsarsnittet är ovariotomin en av de äldsta bukoperationerna. Den visade sig liksom detta medföra stor risk för kvinnan, ända tills man genom anti- och aseptikens införande lärde sig att förebygga den farligaste komplikationen, infektionen. Om borttagande av friska äggstockar, kastration, finns notiser i litteraturen redan från äldsta tider. Athenaios berättar, att den lydiske kungen Adramytes, som levde på 500-talet f.Kr., var den förste, som kastrerat kvinnor och använt dem i stället för manliga eunucker i sitt harem. En annan lydisk kung, Gyges, sägs ha kastrerat sina haremsdamer, för att de skulle behålla sin ungdoms behag. Buksnitt för avlägsnandet av sjuka äggstockar, framförallt svulstartade sådana, ovariotomi, hör man talas om först i slutet av 1600-talet, då frågan började diskuteras.
Den förste, som vågade försöket att genom buksnitt avlägsna en stor äggstockssvulst, var, såvitt känt är, en kirurg från London, Houston, 1701. Han lyckades visserligen ej fullständigt avlägsna svulsten, men kvinnan tillfrisknade och levde 13 år därefter. Operationen vann icke beaktande, och först 1809 togs den upp på allvar av amerikanske kirurgen McDowell i Kentucky, som 1809-30 utförde 13 ovariotomier, av vilka åtminstone åtta förlöpte lyckligt. Efterföljare dök nu upp först i USA och efter 1823 i Skottland och England. Motståndet mot operationen var emellertid intensivt, och ännu i mitten av 1800-talet skrev en inflytelserik engelsk författare, att varje sådan operation, så fruktansvärd till sin natur och ofta så olycksdiger till sin utgång, var en kränkning av en av den medicinska etikens grundprinciper. Oppositionen skulle emellertid snart förstummas. År 1857 började Thomas Spencer Wells i London och 1862 Keith i Edinburgh att utföra ovariotomier, och de lysande resultat de snart kunde framlägga - 1872 hade Wells redan opererat 500 patienter, av vilka 373 hade tillfrisknat - bragte raskt operationen till erkännande över hela världen. Att resultaten av Wells och Keiths operationer blev så för sin tid förvånansvärt goda - Joseph Listers antiseptiska sårbehandling hade ännu ej hunnit komma i bruk - berodde utom på skärpt diagnostik, god teknik och skrupulös renlighet även på, att operationerna skedde på små speciellt inrättade sjukhus eller i hemmen, under det att man undvek de stora sjukhusen, där alla slags infektionssjukdomar och däribland också ros- och sårfebrar härjade.
Läkare från skilda länder besökte Wells och spridde ovariotomin till sina resp. hemland. I Frankrike återupptogs den framgångsrikt av Nélaton och Koeberlé, i Tyskland av bland andra Nussbaum och Billroth. I Sverige utfördes med lyckat resultat den första ovariotomin 4 november 1866 av Sven Sköldberg, som studerat hos Wells. År 1867 utgav Sköldberg en avhandling om ovariotomi, särskilt med avseende på de engelska resultaten. Vid sin död, 1872, hade han utfört 29 operationer (varav fem med dödlig utgång). År 1869 började den svenske gynekologen Wilhelm Netzel sin framgångsrika och långa bana som ovariotomist. Netzel bidrog med stöd av stor erfarenhet, skarp observationsförmåga och kritik till ovariotomins utveckling. Sedan bukkirurgin tack vare anti- och ännu mer aseptikens införande upphörde ovariotomin att vara den märkvärdiga, ofta farliga operation den så länge hade varit. Dödsfallssiffran hade i början av 1900-talet gått ned till omkring 5%, komplicerade och elakartade svulstfall medräknade.